# 摄影棚
攝影棚（英語：sound stage），又譯音場，是一種用於室內電影製作的大型空間，通常包含在片場系統當中。摄影棚的门外有一盏大灯。当灯开始闪烁时，即意味著攝影棚裡面正在拍攝。